# Encarsia citrofila
Encarsia citrofila är en stekelart som först beskrevs av Filippo Silvestri 1927.  Encarsia citrofila ingår i släktet Encarsia och familjen växtlussteklar. Inga underarter finns listade i Catalogue of Life.